# Jules Delmas
Pour les articles homonymes, voir Delmas.
Jules Delmas, né le 29 novembre 1883 à Serverette (Lozère) et mort le 10 mars 1955 à Nice (Alpes-Maritimes), est un homme politique français.

## Détail des fonctions et des mandats
Mandat parlementaire
- 8 décembre 1946 - 6 novembre 1948 : Sénateur du Loiret